# Nyukszenyicai járás

A Nyukszenyicai járás a Vologdai területen

A Nyukszenyicai járás (oroszul Нюксенский муниципальный район) Oroszország egyik járása a Vologdai területen. Székhelye Nyukszenyica.

## Népesség
- 1989-ben 13 287 lakosa volt.
- 2002-ben 11 714 lakosa volt.
- 2010-ben 9 777 lakosa volt, melyből 9 571 orosz, 73 ukrán, 26 fehérorosz, 4 tatár, 2 azeri, 2 üzbég stb.